# Wang Hao (plongeon)
Dans ce nom, le nom de famille précède le nom personnel.
Pour les articles homonymes, voir Wang Hao et Wang (patronyme).
Wang Hao est une plongeuse chinoise née le 26 décembre 1992. Elle est devenue championne du monde de plongeon synchronisé à 10 m avec Chen Ruolin lors des championnats du monde de natation de Shanghai en 2011.

## Palmarès

### Jeux olympiques
- Jeux olympiques de 2012 à Londres  Royaume-Uni :
  -  Médaille d'or au plongeon synchronisé à 10 m (avec Chen Ruolin).

### Championnats du monde
- Championnats du monde de 2011 à Shanghai  Chine :
  -  Médaille d'or au plongeon synchronisé à 10 m (avec Chen Ruolin).

### Jeux asiatiques
- Jeux asiatiques de 2010 à Canton  Chine :
  -  Médaille d'or au plongeon synchronisé à 10 m (avec Chen Ruolin).
  -  Médaille d'argent au plongeon à 10 m.